# Rich Christiano
Rich Christiano (nascido em 2 de outubro de 1956), é um diretor, roteirista e produtor norte-americano que tem se destacado na direção, escrita e produção de filmes cristãos. Ele é proprietário do Christiano Film Group, empresa cofundada com Five & Two Pictures e ChristianMovies.com, em 1997. Ele também é irmão de Dave Christiano e coautor do filme Time Changer.

## Filmografia
| Ano  | Título                         | Posição                     |
| ---- | ------------------------------ | --------------------------- |
| 1986 | The Daylight Zone              | Produtor                    |
| 1987 | The Pretender                  | Produtor                    |
| 1988 | Crime of the Age               | Produtor, escritor          |
| 1991 | The Appointment                | Diretor, produtor, escritor |
| 1992 | Second Glance                  | Diretor, produtor, escritor |
| 1995 | End of the Harvest             | Diretor, produtor, escritor |
| 2002 | Time Changer                   | Diretor, produtor, escritor |
| 2006 | Unidentified                   | Diretor, produtor, escritor |
| 2009 | The Secrets of Jonathan Sperry | Diretor, produtor, escritor |
| 2012 | Amazing Love                   | Produtor, escritor          |
| 2014 | A Matter of Faith              | Produtor, escritor, diretor |